# Lista de prefeitos de Guamaré
Esta é a lista de prefeitos de Guamaré, município brasileiro do estado do Rio Grande do Norte.
| Nº   | Prefeito                              | Imagem                           | Partido | Início de mandato      | Fim de mandato         | Vice-prefeito                                | Observações                                  |
| ---- | ------------------------------------- | -------------------------------- | ------- | ---------------------- | ---------------------- | -------------------------------------------- | -------------------------------------------- |
| 1    | João Batista Carmo                    |                                  |         | 18 de dezembro de 1962 | 31 de janeiro de 1964  | —                                            | Prefeito nomeado                             |
| 2    | Luiz Virgílio de Brito                |                                  | PSD     | 31 de janeiro de 1964  | 31 de janeiro de 1969  | N/C                                          | Prefeito e vice eleitos                      |
| 3    | Vicente de Brito Miranda              |                                  | ARENA   | 31 de janeiro de 1969  | 31 de janeiro de 1973  | Moisés Nunes de Carvalho                     | Prefeito e vice eleitos                      |
| 4    | Luiz Virgílio de Brito                |                                  | ARENA   | 31 de janeiro de 1973  | 31 de janeiro de 1977  | Maria Madalena da Silva                      | Prefeito e vice eleitos                      |
| 5    | Moisés Nunes de Carvalho              |                                  | ARENA   | 31 de janeiro de 1977  | 31 de janeiro de 1983  | N/C                                          | Prefeito e vice eleitos                      |
| 6    | Francisco Teixeira Nunes              |                                  | PDS     | 31 de janeiro de 1983  | 31 de dezembro de 1988 | Dionísio Tertuliano da Fonseca               | Prefeito e vice eleitos                      |
| 7    | João Pedro Filho                      |                                  | PFL     | 1 de janeiro de 1989   | 31 de dezembro de 1992 | Moisés Nunes de Carvalho                     | Prefeito e vice eleitos                      |
| 8    | José da Silva Câmara                  |                                  | PMDB    | 1 de janeiro de 1993   | 31 de dezembro de 1996 | N/C                                          | Prefeito e vice eleitos                      |
| 9    | João Pedro Filho                      |                                  | PFL     | 1 de janeiro de 1997   | 31 de dezembro de 2004 | N/C                                          | Prefeito e vice eleitos                      |
| 9    | João Pedro Filho                      | N/C                              | PFL     | 1 de janeiro de 1997   | 31 de dezembro de 2004 | Prefeito e vice eleitos                      |                                              |
| 10   | José da Silva Câmara                  |                                  | PMDB    | 1 de janeiro de 2005   | 31 de dezembro de 2008 | Auricélio dos Santos Teixeira                | Prefeito e vice eleitos                      |
| 11   | Mozaniel de Melo Rodrigues            |                                  | PP      | 1 de janeiro de 2009   | abril de 2009          | João Pedro Filho                             | Prefeito e vice eleitos                      |
| 12   | Auricélio dos Santos Teixeira         |                                  | PTB     | abril de 2009          | 5 de abril de 2012     | Marcus Tullius Cicero Nobrega de Faria Gomes | Segundo colocado nas eleições no cargo       |
| 13   | Emilson de Borba Lula                 |                                  | PTN     | 5 de abril de 2012     | 31 de dezembro de 2012 | —                                            | Presidente da Câmara Municipal no cargo      |
| 14   | Hélio Willamy Miranda da Fonseca      |                                  | PMDB    | 1 de janeiro de 2013   | 24 de outubro de 2018  | Maria Sousa Silva da Costa                   | Prefeito e vice eleitos                      |
| 14   | Hélio Willamy Miranda da Fonseca      | Iracema Maria Morais da Silveira | PMDB    | 1 de janeiro de 2013   | 24 de outubro de 2018  | Prefeito e vice eleitos                      |                                              |
| —    | Emilson de Borba Lula                 |                                  | PR      | 24 de outubro de 2018  | 25 de outubro de 2018  | —                                            | Presidente da Câmara Municipal no cargo      |
| —    | Diva Maria de Araújo                  |                                  | PRB     | 25 de outubro de 2018  | 10 de dezembro de 2018 | —                                            | Vice-presidente da Câmara Municipal no cargo |
| Vago | Vago                                  | Vago                             | Vago    | 10 de dezembro de 2018 | 17 de dezembro de 2018 | —                                            | [ 13 ] [ nota 10 ]                           |
| 15   | Francisco Adriano de Holanda Diógenes |                                  | MDB     | 17 de dezembro de 2018 | 31 de dezembro de 2020 | Iracema Maria Morais da Silveira             | Prefeito e vice eleitos                      |
| —    | Hélio Willamy Miranda da Fonseca      |                                  | MDB     | —                      | —                      | Maria Sousa Silva da Costa                   | Prefeito e vice eleitos                      |
| 16   | Eudes Miranda da Fonseca              |                                  | MDB     | 1 de janeiro de 2021   | 29 de dezembro de 2021 | —                                            | Presidente da Câmara Municipal no cargo      |
| 17   | Arthur Henrique da Fonseca Teixeira   |                                  | PSB     | 30 de dezembro de 2021 | 31 de dezembro de 2024 | Eliane Guedes de Melo Carmo                  | Prefeito e vice eleitos                      |
| 18   | Hélio Willamy Miranda da Fonseca      |                                  | PSDB    | 1° de janeiro de 2025  | Atualidade             | Marcicléia de Melo Rodrigues Santiago        | Prefeito e vice eleitos                      |

OBS: N/C - Não consta.